# Lourival de Almeida
Lourival de Almeida foi um advogado e político brasileiro, prefeito e juiz de direito do município de Afonso Cláudio, desembargador do Tribunal de Justiça do estado do Espírito Santo e deputado federal pelo mesmo estado.

## Biografia
Lourival de Almeida nasceu em Guarapari no dia 9 de março de 1899, filho de Joaquim Pereira de Almeida Rodrigues e de Felicidade Ramalhete de Almeida, concluiu o bacharelado em direito no ano de 1919 e exerceu o cargo de promotor em 1920.
Em, 28/11/1930 foi nomeado para exercer o cargo de Juiz de Direito no Município de João Pessoa (Mimoso do Sul - ES).